# لومن (یکا)
لومِن (به انگلیسی: Lumen)، واحد شار نوری است. شار نوری، مقدار نوری است که از یک چشمه نور در واحد زمان پخش می‌شود. لومن، شدت نور یک کاندلا است که به سطحی از یک کره فرضی، که چشمه نور در مرکز آن است، و محدود به زاویهٔ فضایی یک استرادیان می‌شود، می‌تابد.
رابطهٔ لومن و کاندلا چنین است؛
1 lm = 1 cd·sr
که در آن، sr، استرادیان، و cd، کاندلاست.  
یک لامپ ال‌ای‌دی معمولی حدود ۴۷۰ لومن روشنایی می‌دهد. یک پروژکتور با لامپ ال‌ای‌دی حدود ۲۴۰۰ لومن (۵ برابر لامپ معمولی) روشنایی می‌دهد.

#### تفاوت بین لومن و وات چیست؟[۳]
وات نشان دهنده مصرف انرژی یک محصول روشنایی است. بنابراین نمی توان از این معیار برای محاسبه شدت روشنایی استفاده کرد. بلکه فقط انرژی الکتریکی مورد نیاز منبع نور را نشان می دهد. لومن همچنین به عنوان وات به عنوان استاندارد اندازه گیری در سیستم SI شناخته می شود. این اندازه گیری برای اندازه گیری میزان نور تولید شده توسط یک منبع یا نور دریافتی توسط یک جسم استفاده می شود.
این در حالی است که لامپ های  ال ای دی 9 وات با 800 لومن هستند و لامپ هایی با قدرت 6 برابر و 540 لومن در بازار وجود دارد!
توان لامپ و لومن ارتباطی ندارند و یک لامپ می تواند مقدار زیادی برق مصرف کند. اما میزان نوری که ساطع می کند کمتر از حد انتظار است. گاهی اوقات یک لامپ LED با توان مصرفی 14 وات می تواند شار نوری مشابه یک لامپ رشته ای با توان مصرفی 100 وات داشته باشد.
یک لامپ LED نسبت به لامپ های رشته ای برق بسیار کمتری مصرف می کند تا همان میزان روشنایی را تولید کند. بنابراین اگر می خواهید مصرف برق خود را 5 تا 6 برابر کاهش دهید. پیشنهاد ما خرید انواع محصولات نورپردازی LED مانند پروژکتور ال ای دی، وال واشر، چراغ خطی و سایر موارد مشابه برای تامین روشنایی می باشد.

## مقاله‌های مرتبط
- شمع (یکا)
- لوکس